# Junki Yokono
Junki Yokono (japanisch 横野 純貴 Yokono Junki; * 7. Oktober 1989 in Hokkaido) ist ein japanischer Fußballspieler.

## Karriere
Yokono erlernte das Fußballspielen in der Jugendmannschaft von Consadole Sapporo und unterschrieb dort 2008 seinen ersten Vertrag. Der Verein spielte in der höchsten Liga des Landes, der J1 League. Nach seiner ersten Spielzeit stieg Yokono mit dem Klub in die J2 League ab. Am Ende der Saison 2011 stieg der Verein in wieder die J1 League auf. Für den Verein absolvierte er 31 Ligaspiele. 2012 wurde er an den Drittligisten Zweigen Kanazawa ausgeliehen. 2013 kehrte er zum Zweitligisten Consadole Sapporo zurück. 2014 wechselte er nach Thailand zum Khon Kaen FC. 2015 wechselte er zum heimischen Drittligisten Fukushima United FC und absolvierte dort 26 Ligaspiele. Danach spielte er bei Bangkok FC, ReinMeer Aomori FC, Nara Club und dem FC Osaka. Seit Januar 2022 spielt er wieder in seiner Heimatstadt beim Fünftligisten Hokkaido Tokachi Sky Earth.